# Narodna radnička organizacija
Narodna radnička organizacija bila je udruga Hrvata i Slovenaca. Poticaj za osnivanje dali su slovenska Edinosti vodstvo Hrvatsko-slovenske narodne stranke. Osnovana u Trstu 22. srpnja 1907. kao Narodna delavska organizacija. U Puli je listopada 1907. osnovana Radnička narodna organizacija čiji je prvi predsjednik bio Josip Mandić. Organizacija je bila socijaldemokratskih korijena. Osnovana radi osiguravanja radničkih prava, očuvanja gospodarske i duhovnu čvrstoću radnika i radništva uopće, zaštite moralnih, materijalnih, pojedinačnih i kolektivnih interesa u privatnom i javnom životu na svim razinama uprave. Politički program naslanjao se na program Hrvatsko-slovenske nacionalne stranke u čijim je akcijama bila sudionica. Vremenom je prešla na građansko-politički program zbog čega su socijalistička glasila optuživala članstvo i vodstvo nazivajući ih izdajicama, sluganima i štrajkolomcima.